# سيرجي سوبوليف
سيرجي سوبوليف (بالروسية: Серге́й Льво́вич Со́болев) هو عالم رياضيات سوفييتي.

## أعماله
انظر إلى فضاء سوبوليف وإلى دالة معممة.